# Nitrofurantoína
Nitrofurantoína é um antibiótico, da classe dos Nitrofuranos,  utilizado para o tratamento de cistite e uretrite bacteriana. Atua danificando o DNA e ribossomos das bactérias sensíveis. Bactérias resistentes a tal medicamento são raras e se trata de um medicamento com baixo custo. Está na Lista de Medicamentos Essenciais da OMS, que todos postos de saúde deveriam ter.

## Mecanismo de ação
Atua danificando o DNA bacteriano. A redução rápida de nitrofurantoína no interior da célula bacteriana por flavoproteínas (nitrofurano redutase) para vários intermediários reativos que atacam proteínas ribossomais, DNA, impedem a respiração celular e se unem a diversas outras macromoléculas dentro da célula.
É administrada oralmente e rapidamente absorvida no trato gastrointestinal e também rapidamente excretada pelos rins. Está limitada ao tratamento das infecções do trato urinário. 

## Indicações
É eficaz contra diversas bactérias que infectam as vias urinárias, inclusive:
- Citrobacter
- E. coli
- Enterococcus faecalis
- Klebsiella
- Staphylococcus, inclusive o "S. aureus resistente a meticilina"
- Streptococcus agalactiae

## Efeitos colaterais
Efeitos colaterais comuns incluem náuseas, perda de apetite, diarreia e dores de cabeça. Raramente pode ocorrer dormência, problemas pulmonares e hepáticos.

## Contra-indicações
É geralmente segura durante a gravidez (categoria B), mas não deve ser usado no último mês pelo risco potencial de anemia hemolítica no feto. Não deve ser usado por pessoas com insuficiência hepática, insuficiência renal ou que urinem pouco.
É ineficaz contra: Enterobacter, Proteus e Pseudomonas.